# Автошлях Т 1012
Автошлях Т 1012 — автомобільний шлях територіального значення в Київській області. Проходить територією Фастівського району з м. Київ до м. Боярка. Загальна довжина — 10,9 км.